# توراجیرو سایتو
توراجیرو سایتو (به ژاپنی: 斎藤 寅次郎 Saitō Torajirō) (۳۰ ژانویه، ۱۹۰۵ –۱ مه، ۱۹۸۲) یک کارگردان ژاپنی و شناخته شده برای فیلم‌های کمدی بود. وی در استان آکیتا به دنیا آمد.